# Selenia tetrabilunaria
Selenia tetrabilunaria là một loài bướm đêm trong họ Geometridae.